# Coupe du Mali de football
La Coupe du Mali de football è una competizione calcistica ad eliminazione diretta organizzata dalla Federazione calcistica del Mali. È il secondo torneo per importanza dopo il campionato nazionale.

## Albo d'oro
| Stagione | Campione                  | Risultato      | Finalista                  |
| -------- | ------------------------- | -------------- | -------------------------- |
| 1961     | Stade Malien              | 3-3, 2-1       | Djoliba AC                 |
| 1962     | AS Real Bamako            | 7-1            | Sonni AC (Gao)             |
| 1963     | Stade Malien              | 6-3            | Avenir Ségou               |
| 1964     | AS Real Bamako            | 4-3            | Djoliba AC                 |
| 1965     | Djoliba AC                | 5-1            | Kayésienne                 |
| 1966     | AS Real Bamako            | 0-0, 2-0       | Avenir Ségou               |
| 1967     | AS Real Bamako            | 4-1            | US Sevaré                  |
| 1968     | AS Real Bamako            | 1-0            | Stade Malien               |
| 1969     | AS Real Bamako            | 8-2            | Africa Sports Gao          |
| 1970     | Stade Malien              | 10-0           | Kayésienne                 |
| 1971     | Djoliba AC                | 4-0            | Jeunesse Sportive Ségou    |
| 1972     | Stade Malien              | 5-1            | Avenir Ségou               |
| 1973     | Djoliba AC                | 1-1, 1-0       | AS Real Bamako             |
| 1974     | Djoliba AC                | 2-0            | Cercle Olympique Bamako    |
| 1975     | Djoliba AC                | 1-1, 1-0       | Stade Malien               |
| 1976     | Djoliba AC                | 0-0, 3-0       | Avenir Ségou               |
| 1977     | Djoliba AC                | 6-1            | Tibo Club Mopti            |
| 1978     | Djoliba AC                | 1-1, 2-1       | AS Real Bamako             |
| 1979     | Djoliba AC                | 3-1            | Stade Malien               |
| 1980     | AS Real Bamako            | 1-0            | Djoliba AC                 |
| 1981     | Djoliba AC                | 1-0            | AS Real Bamako             |
| 1982     | Stade Malien              | 4-2            | AS Biton Ségou             |
| 1983     | Djoliba AC                | 1-0            | Stade Malien               |
| 1984     | Stade Malien              | 3-1            | Djoliba AC                 |
| 1985     | Stade Malien              | 4-2            | Djoliba AC                 |
| 1986     | Stade Malien              | 1-1, 2-1       | Djoliba AC                 |
| 1987     | AS Sigui                  | 2-1            | AS Real Bamako             |
| 1988     | Stade Malien              | 3-1            | Djoliba AC                 |
| 1989     | AS Real Bamako            | 2-0            | Djoliba AC                 |
| 1990     | Stade Malien              | 1-0            | Djoliba AC                 |
| 1991     | AS Real Bamako            | 2-1            | AS Mandé Bamako            |
| 1992     | Stade Malien              | 1-1, 1-0       | AS Real Bamako             |
| 1993     | Djoliba AC                | 4-0            | USFAS Bamako               |
| 1994     | Stade Malien              | 2-0            | AS Nianan Koulikoro        |
| 1995     | USFAS Bamako              | 2-0            | Stade Malien               |
| 1996     | Djoliba AC                | 2-1            | AS Real Bamako             |
| 1997     | Stade Malien              | 2-1            | AS Real Bamako             |
| 1998     | Djoliba AC                | 1-0            | Stade Malien               |
| 1999     | Stade Malien              | 1-0            | AS Nianan Koulikoro        |
| 2000     | Cercle Olympique Bamako   | 1-0            | Stade Malien               |
| 2001     | Stade Malien              | 5-0            | Mamahira AC                |
| 2002     | Cercle Olympique Bamako   | 2-1            | Stade Malien               |
| 2003     | Djoliba AC                | 2-1            | AS Tata National (Sikasso) |
| 2004     | Djoliba AC                | 2-0            | AS Nianan Koulikoro        |
| 2005     | AS Bamako                 | 1-1 (5-4 pen.) | Djoliba AC                 |
| 2006     | Stade Malien              | 2-1            | AS Bamako                  |
| 2007     | Djoliba AC                | 2-0            | AS Bakaridjan de Barouéli  |
| 2008     | Djoliba AC                | 2-0            | Cercle Olympique Bamako    |
| 2009     | Djoliba AC                | 1-0            | Stade Malien               |
| 2010     | AS Real Bamako            | 1-0            | Centre Salif Keita         |
| 2011     | Cercle Olympique Bamako   | 2-1            | Stade Malien               |
| 2012     | US Bougouni               | 2-1            | Onze Créateurs de Niaréla  |
| 2013     | Stade Malien              | 1-0            | Djoliba AC                 |
| 2014     | Onze Créateurs de Niaréla | 1-0            | Djoliba AC                 |
| 2015     | Stade Malien              | 2-1            | Onze Créateurs de Niaréla  |
| 2016     | Onze Créateurs de Niaréla | 0-0 (7-6 dcr)  | USFAS Bamako               |
| 2017     | Stade Malien              | non disputata  | Djoliba AC                 |
| 2018     | Stade Malien              | 2-1            | Djoliba AC                 |

## Titoli per squadra
| Club                     | Città     | Vittorie | 2° | Stagioni |
| ------------------------ | --------- | -------- | -- | --- |
| Djoliba                  | Bamako    | 19       | 13 | 1965, 1971, 1973, 1974, 1975, 1976, 1977, 1978, 1979, 1981, 1983, 1993, 1996, 1998, 2003, 2004, 2007, 2008, 2009 |
| Stade Malien             | Bamako    | 19       | 9  | 1961, 1963, 1970, 1972, 1982, 1984, 1985, 1986, 1988, 1990, 1992, 1994, 1997, 1999, 2001, 2006, 2013, 2016, 2018 |
| Real Bamako              | Bamako    | 10       | 7  | 1962, 1964, 1966, 1967, 1968, 1969, 1980, 1989, 1991, 2010                                                       |
| Cercle Olympique         | Bamako    | 3        | 2  | 2000, 2002, 2011                                                                                                 |
| USFAS Bamako             | Bamako    | 1        | 2  | 1995 |
| Bamako                   | Bamako    | 1        | 1  | 2005 |
| Sigui (incl. Kayésienne) | Kayès     | 1        | 2  | 1987 |
| Onze Créateurs           | Bamako    | 1        | 1  | 2014 |
| Bougouni                 | Bougouni  | 1        | -  | 2012 |
| Avenir Segou             | Ségou     | -        | 4  | ----- |
| Nianan                   | Koulikoro | -        | 3  | ----- |
| Africa Sports de Gao     | Gao       | -        | 1  | ----- |
| Bakaridjan               | Ségou     | -        | 1  | ----- |
| Biton                    | Ségou     | -        | 1  | ----- |
| Centre Salif Keita       | Bamako    | -        | 1  | ----- |
| JS Ségou                 | Ségou     | -        | 1  | ----- |
| Mamahira                 | Kati      | -        | 1  | ----- |
| Mande                    | Bamako    | -        | 1  | ----- |
| Sevaré                   |           | -        | 1  | ----- |
| Tata National            | Sikasso   | -        | 1  | ----- |
| Tibo                     |           | -        | 1  | ----- |
| Sonni                    | Gao       | -        | 1  | ----- |